# Лосини остров
Национални парк Лосини остров (рус. Национальный парк "Лосиный Остров", у преводу - Лосово острво) је први национални парк у Русији. Налази се у Москви и Московској области и трећа је највећа градска шума на свету, после националног парка Стоне планине у Кејптауну и шуме Педра Бранка у Рију де Жанеиру.
Лосини остров је једна од пет локација у Москви на којој је могуће видети дивље животиње у њиховом природном станишту, укључујући и лоса. У парку су забележене 44 врсте сисара и 170 врсте птица, 9 врсти водоземаца, 5 гмизавца и 19 врсти риба.

## Географија
Површина националног парка од 2001. године износи 116,21 km². Шума покрива 96,04 km² (83% укупне површине парка), од којих 30,77 km² (27%) припада граду Москви. Воде у парку обухватају површину од 1,69 km² (2%) и 5,74 km² или 5% покрива мочвара. Додатних 66,45 km² је резервисано за проширење парка.
Парк је подељен на три функционалне зоне:
- посебно заштићена, 53.94 km² (47%), затворена за јавност;
- за едукацију и екскурзије, 31.30 km² (27%) отворена је за ограничене посете дуж одређених рута;
- рекреационе, 29.81 km² (26%), отворена за масовне посете.

Географски гледано, парк обухвата Мешчерску низију и Клинско- Дмитровску кобилицу, које су у сливу реке Москве и реке Кљазме. Рељеф парка је благо брдовита равница. Надморска висина парка варира од 146 м (подручја поплава реке Јаузе) до 175 м. У централном делу парка рељеф је слабо изражен.
Извори реке Јауза и Пехорке налазе се на територији парка. Природно корито реке Јаузе било је практично уништено током масовног ископавања тресета у периоду од 1950-их до 1970-их година. Корито реке Пехорке језнатно промењено изградњом хидроелектране Акулово. Иауза има неколико притока, од којих је највећа Ичка.
У Москви, кроз подручје националног парка пролази градска пруга. Станица Белокамењаја се налази унутар парка.

## Историја
Национални парк Лосини остров основан је 1983. године на подручју које се од давнина било строго чувани ловачки простор за руске кнежеве и цареве. На том подручју је био проглашен резерват 1799. године, прва шумска управа основана је 1842. године, а идеја о стварању националног парка изражена је још 1909. године.
Ово место се спомиње у 14. веку, најчешће из текстова руских кнежева - Ивана I, Дмитрија Донског и њихових потомака. У њима су споменуте оранице и шуме, које су се налазиле на територији постојећег националног парка. Касније је овај крај постао место за лов, а земља будућег парка је била под заштитом. У периоду трајања смутног времена, економска активност овде је нагло смањена, бивше оранице су пошумљене. Лосини остров доживљава просперитет као ловиште за време владавине цара Алексеја I.
Након пребацивања престонице у Санкт Петербургу, ова територија је изгубила своју вредност као царско ловиште, али имовину државе и даље су чувале царске одредбе. Отприлике у то време подручје је постало познато под именом Лосини остров. 1798. године, ове шуме прелазе под руководство новоформираног одељења за шумарство. Средином 19. века почиње период систематског шумарства.
За време Другог светског рата велико подручје шума је уништено. Од тада, територија будућег националног парка је стално смањивана за потребе повртарства, сточарства, чак је била присутна и илегална сеча шума. Крајем 1950-их година, изградња пруге поделила је шуму на унутрашњи и спољашњи сектор. 1979. године, подручје је проглашено за парк природе Лосини остров. У 1983. години донесена је одлука на Савету министра РСФСР да се формира национални парк.